# لوسيان هاو
لوسيان هاو (بالإنجليزية: Lucien Howe)‏ هو طبيب عيون أمريكي، ولد في 18 سبتمبر 1848 في Standish, Maine ‏ في الولايات المتحدة، وتوفي في 27 ديسمبر 1928.